# Vincent Mutale
Vincent Mutale (Mufulira, 28 aprile 1973) è un ex calciatore zambiano, di ruolo centrocampista.

## Carriera

### Club
Ha sempre giocato nel massimo campionato zambiano.

### Nazionale
Con la maglia della Nazionale ha partecipato alla Coppa d'Africa 1996.